# Hruška
Hruška är en ort i Tjeckien.   Den ligger i regionen Olomouc, i den östra delen av landet, 220 km öster om huvudstaden Prag. Hruška ligger 219 meter över havet och antalet invånare är 250.
Terrängen runt Hruška är platt. Runt Hruška är det ganska tätbefolkat, med 160 invånare per kvadratkilometer. Närmaste större samhälle är Prostějov, 15,1 km nordväst om Hruška. Trakten runt Hruška består till största delen av jordbruksmark.